# 米姆斯 (佛羅里達州)
米姆斯（英語：Mims）是位於美國佛羅里達州布里瓦德縣的一個人口普查指定地區。

## 地理
米姆斯的座標為28°40′07″N 80°50′53″W / 28.66861°N 80.84806°W，而該地最高點為海拔高度10米（即33英尺）。

## 人口
根據2010年美國人口普查的數據，米姆斯的面積為57.90平方千米，當中陸地面積為44.20平方千米，而水域面積為13.70平方千米。當地共有人口7058人，而人口密度為每平方千米121人。